# Jake Johnson
Mark Jake Johnson Weinberger (Evanston, Illinois, 28 de maio de 1978), é um ator e comediante americano, mais conhecido com o papel de Nick Miller no seriado New Girl do canal Fox Broadcasting Company.

## Biografia e carreira
Johnson é nascido em Evanston, Illionois, nordeste de Chicago, criado pela sua mãe solteira, cresceu em Evanston, Winnetka, Lincoln Park, e Rogers Park. Jake tem várias participações em shows de comédia na no teatro Upright Citizens Brigade em Nova York e Los Angeles por muitos anos. Johnson e Erick Edelstein formavam uma dupla de comédia, um sketch show, que é um show no estilo de Stand Up Comedy chamado “This is my friend” que no português significa “esse é o meu amigo”. Em 2006, Johnson e Edelstein trabalharam juntos com Jason Ritter e Simon Helberg produtores executivos, para criar um programa de improviso de meia hora para a televisão baseado no sketch show deles.
Johnson teve diversos papéis em programas de televisão e filmes dentre os anos de 2006-2010, inclusive nos seriados Lie To Me e o FlashForward. Em 2010 ele participou do vídeo da música "Turnpike Ghost"  do guitarrista e cantor Steel Train.
Em 2011 ele participou da comédia romântica Sexo Sem Compromisso ao lado de Natalie Portman e Ashton Kutcher. Também em 2011 ele começou a gravar o seriado New Girl o qual foi homenageado um dos oito “Novos seriados mais excitantes” na premiação do Critics' Choice Television Awards

## Vida pessoal
Jake vive em Los Angeles com sua esposa, Erin Payne, que também é artista. Ele gosta de basquete e tênis, membro do Sunday Men's Basketball League e the Interstate 5 Tennis Association Ele é descendente de irlandeses.

## Filmografia

### Filmes
| Ano  | Título                              | Papel                          | Notas                           |
| ---- | ----------------------------------- | ------------------------------ | ------------------------------- |
| 2008 | Redbelt                             | Homem de Camisa Guayabera      |                                 |
| 2009 | Paper Heart                         | Nicholas Jasenovec             |                                 |
| 2010 | Ceremony                            | Teddy                          |                                 |
| 2010 | Get Him to the Greek                | Homem do Jazz                  |                                 |
| 2011 | A Very Harold & Kumar 3D Christmas  | Jesus Cristo                   |                                 |
| 2011 | Sexo sem Compromisso                | Eli                            |                                 |
| 2012 | 21 Jump Street                      | Diretor Dadier                 |                                 |
| 2012 | Safety Not Guaranteed               | Jeff Schwensen                 |                                 |
| 2013 | Drinking Buddies                    | Luke                           |                                 |
| 2013 | The Pretty One                      | Basel                          |                                 |
| 2013 | Coffee Town                         | Colega de Quarto do Will       |                                 |
| 2014 | The Lego Movie                      | Barry                          | Voz                             |
| 2014 | Neighbors                           | Sebastian Cremmington          |                                 |
| 2014 | Let's Be Cops                       | Ryan O'Malley                  |                                 |
| 2015 | Jurassic World                      | Lowery Cruthers                |                                 |
| 2015 | Digging for Fire                    | Tim                            | Também co-roteirista e produtor |
| 2016 | Joshy                               | Reggie                         |                                 |
| 2016 | Mike and Dave Need Wedding Dates    | Ronnie                         |                                 |
| 2017 | A Múmia                             | Sgt. Vail                      |                                 |
| 2018 | Tag                                 | Randy "Chilli" Cilliano        |                                 |
| 2018 | Spider-Man: Into the Spider-Verse   | Peter B. Parker / Homem-Aranha | Voz                             |
| 2021 | Ride the Eagle                      | Leif                           | Também roteirista e produtor    |
| 2022 | Jurassic World: Dominion            | Lowery Cruthers                |                                 |
| 2022 | Spider-Man: Across The Spider-Verse | Peter B. Parker / Homem-Aranha | Voz                             |

### Programas de TV
| Ano         | Título                        | Papel                       | Notas                                                                       |
| ----------- | ----------------------------- | --------------------------- | --------------------------------------------------------------------------- |
| 2007        | Derek and Simon: The Show     | Jake                        | 6 episódios                                                                 |
| 2007        | Curb Your Enthusiasm          | Homem no Celular            | Episódio: "The N Word"                                                      |
| 2007        | The Unit                      | Martin                      | Episódio: "MPs"                                                             |
| 2009        | Lie to Me                     | Howard Crease               | Episódio: "Love Always"                                                     |
| 2010        | FlashForward                  | Powell                      | Episódio: "Countdown"                                                       |
| 2011-2018   | New Girl                      | Nick Miller                 | Papel principal                                                             |
| 2011        | Allen Gregory                 | Joel Zadak                  | Voz; 6 episódios                                                            |
| 2012        | NTSF:SD:SUV::                 | Jorgen                      | Episódio: "The Real Bicycle Thief"                                          |
| 2013; 2015  | High School USA!              | Sr. Structor                | Voz: Elenco principal                                                       |
| 2013-2015   | Drunk History                 | Vários                      | 2 episódios                                                                 |
| 2015        | Comedy Bang! Bang!            | Ele mesmo                   | Episódio: "Jake Johnson Wears a Light Blue Button-Up Shirt and Brown Shoes" |
| 2015        | Nenhuma atividade             | Cutler                      | Episódio: "O Americano"                                                     |
| 2015-2017   | BoJack Horseman               | Oxnard (voz)                | 3 episódios                                                                 |
| 2016        | Easy                          | Desenhou                    | Episódio: "Leitura de Química"                                              |
| 2016        | We Bare Bears                 | Dave (voz)                  | Episódio: "A Ilha"                                                          |
| 2016-2017   | Idiotsitter                   |                             | 2 episódios                                                                 |
| 2017        | Camarada detetive             | Stan (voz)                  | Papel recorrente; 5 episódios                                               |
| 2017-2018   | Nenhuma atividade             | Agente da DEA John Haldeman | 2 episódios                                                                 |
| 2019 – 2020 | Stumptown                     | Gray McConnell              | Elenco principal                                                            |
| 2020        | Hoops                         | Ben Hopkins                 | Papel de voz; papel principal                                               |
| 2020        | Mythic Quest: Raven's Banquet | Doc                         | 1 episódio                                                                  |